# Ольга (телесеріал)
«Ольга» — російський комедійний телесеріал про життя «простої російської жінки» з московського мікрорайону Північне Чертаново. Виробництвом серіалу займається компанія Good Story Media. Головну роль у серіалі виконує актриса Яна Троянова. Прем'єра відбулася на телеканалі ТНТ 5 вересня 2016 року.
Прем'єра другого сезону відбулася на телеканалі ТНТ 4 вересня 2017 року.
17 січня 2018 року стартували зйомки третього сезону, який буде нараховувати в собі 16 нових серій. Прем'єра третього сезону відбулася на ТНТ 6 листопада 2018 року.
29 листопада 2018 року о 21:00 на ТНТ відбулася прем'єра фільму про фільм «Ольга-3. За кадром».
У фільмі про фільм «Ольга-3. За кадром» творці серіалу офіційно заявили про початок роботи над четвертим сезоном. Зйомки нового сезону, який буде налічувати 17 серій, стартував 1 серпня і завершилися 19 грудня 2019 року.
19 серпня 2020 року стартували зйомки 4-серійного спін-оффу «Чіча з Ольги». Його прем'єра запланована на осінь 2020 року.
Прем'єра четвертого сезону відбулася на каналі ТНТ 31 серпня 2020 року. Нові серії виходять в ефір з понеділка по четвер о 20:30.

## Сюжет
Ольга виховує двох дітей від різних шлюбів, піклується про батька-алкоголіка і намагається налагодити особисте життя. Старша дочка Аня навчається в Юридичному коледжі, думає, що вона єдиний адекватний член сім'ї, і в її житті все буде по-іншому. Молодший син Тимофій, чий батько повернувся до першої сім'ї в Азербайджан, вважає, що він вже чоловік, хоча йому всього лише 11 років. Батько Ольги, Юрій Геннадійович, колишній футболіст, міцно випиває і постійно бреше, внаслідок чого часто потрапляє у халепи. А сестра Олена намагається жити за рахунок чоловіків — переважно одружених.
Вічно рятуючи родичів від неприємностей, Ольга живе чужим життям і рідко думає про себе доти, поки в неї не закохується Гриша, молодий і позитивний водій катафалка «Соболь».

## У головних ролях
Ольга  Юріївна  Терентьєва майстер педикюру, мати 2 дітей
Василь Кортуков

## В ролях
| Актор                             | Роль                                                                               |
| --------------------------------- | ---------------------------------------------------------------------------------- |
| Яна Троянова                      | Ольга Юріївна Терентьєва майстер педикюру, мати 2 дітей                            |
| Василь Кортуков                   | Юрій Геннадійович (Юрген) Терентьєв батько Ольги, алкоголік, колишній футболіст    |
| Аліна Алексєєва                   | Олена Юріївна Терентьєва молодша сестра Ольги, мати Платона                        |
| Ксенія Суркова                    | Анна Павлівна Малишева (Терентьєва) дочка Ольги від першого шлюбу, мати Мар'яни    |
| Максим Костромикін                | Григорій Олександрович Юсупов залицяльник Ольги, водій катафалка                   |
| Сергій Романович (1, 2, 4 сезони) | Андрій Степанович Малишев чоловік Ані, батько Мар'яни, дрібний шахрай              |
| Мухаммед Абу-Ризик                | Тимофій Юрійович Терентьєв син Ольги від другого шлюбу, по батькові азербайджанець |
| Роза Хайрулліна                   | Алевтина Григорівна Юсупова бабуся Григорія                                        |
| Філіп Єршов                       | Пушкін (Олексій Кукушкін) друг Андрія, закоханий в Олену, батько Платона           |
| Юлія Серіна                       | Юлія подруга Ані і Пушкіна                                                         |
| Тимофій Зайцев                    | Чіча (Аркадій Чічкарьов) товариш по чарці Юргена                                   |
| Володимир Кебін                   | Романич (Денис) товариш по чарці Юргена, надзвичайно мовчазний                     |
| Надія Лумпова                     | Аліна подруга Ані і Пушкіна, вихователька в дитячому садку                         |
| Ілля Варанкіна                    | Кащей (Ілля) керівник банди, в якій у свій час перебував Андрій, закоханий в Аню   |
| Гоша Куценко (з 3 сезону)         | Володимир бізнесмен, власник магазину «Імперія матраців», закоханий в Ольгу        |
| Павло Майков (з 3 сезону)         | Жора Єфімов інвалід, сусід Терентьєвих, алкоголік, батько Саші                     |
| Анастасія Матвєєва (з 3 сезону)   | Саша Єфімова сусідка Терентьєвих, дочка Жори, кохана Тимофія                       |
| Юрій Борисов (з 3 сезону)         | Лев Георгійович Заєвський банщик, закоханий в Аню                                  |
| Тетяна Васильєва (3 сезон)        | Тамара Василівна Терентьєва мати Ольги і Олени, колишня дружина Юргена             |

## Список епізодів
| Сезон | Сезон | Серії            | Період трансляції           |
| ----- | ----- | ---------------- | --------------------------- |
|       | 1     | 1-20 (20 серій)  | 5 вересня — 5 жовтня 2016   |
|       | 2     | 21-40 (20 серій) | 4 вересня — 4 жовтня 2017   |
|       | 3     | 41-56 (16 серій) | 6 — 29 листопада 2018       |
|       | 4     | 57-73 (17 серій) | 31 серпня — 24 вересня 2020 |

## Саундтрек
5 вересня 2016 року у ITunes, Google Play і «Яндекс.Музика» стартували продажі збірки саундтреків до першого сезону серіалу «Ольга». Треклист налічує 20 композицій.
| Виконавець                      | Назва композиції            |
| ------------------------------- | --------------------------- |
| Ace of Base                     | All That She Wants          |
| «Вінтаж» feat. Олена Корікова   | Погана дівчинка             |
| Ace of Base                     | Beautiful life              |
| Григорій Лепс                   | Найкращий день              |
| Guf                             | Ice Baby                    |
| Настя Кучері                    | Не жартуй                   |
| Gabriel Candiani                | Drive your loco             |
| The Axel Boys Quartet           | All That She Wants          |
| Haddaway                        | What Is Love                |
| Марія Рассказова                | What Is Love                |
| В'ячеслав Добринін              | Не сип мені сіль на рану    |
| Юлія Савічева                   | Пробач за любов             |
| Яна Троянова і Марія Рассказова | All That She Wants          |
| Яна Троянова і Марія Рассказова | Beautiful life              |
| Mr. President                   | Coco Jamboo                 |
| Тынис Мяги                      | Олімпіада-80                |
| The Heirs                       | Do You Want Me              |
| Ediciones Musicales             | Macarena                    |
| «Дюна»                          | Країна лимония              |
| James Last Orchestra            | Die Biene Maja (Main Title) |
| IOWA                            | Б'є біт                     |
| «Руки Вгору!»                   | Чужі губи                   |
| «Тутсі»                         | Самий самий                 |
| «Руки Вгору!»                   | Він тебе цілує              |
| Володимир Кузьмін               | Я не забуду тебе ніколи     |
| Susan Logsdon                   | The Gold Couch              |
| Ian Curnow & James Jackie       | Every Little Bit            |
| Blair Bronwen Booth             | Come Together               |
| Richard John Cottle             | One of a Kind               |

## Нагороди та номінації
- У 2017 році перший сезон серіалу отримав 2 призу Асоціації продюсерів кіно і телебачення в номінаціях «Кращий комедійний серіал» і «Краща сценарна робота» (Артем Логінов, Павло Орешин, Артем Лемперт, Ілля Петрухін, Станіслав Старовірів, Дмитро Данилов, Ільшат Латипов, Олег Гольдфайн, Артур Рамазанов, Тетяна Шохова, Максим Колесников).
- У 2017 році перший сезон серіалу отримав премію ТЕФІ в номінації «Телевізійна багатосерійна комедія/ситком»[10].
- У 2017 році актриса Яна Троянова була визнана «Жінкою року» за версією журналу GQ[11].
- У 2018 році другий сезон серіалу отримав приз Асоціації продюсерів кіно і телебачення в номінації «Кращий комедійний серіал».